# Boris Poslavskij
Boris Dmitrievič Poslavskij (27 luglio 1897 – 18 luglio 1951) è stato un attore sovietico.

## Filmografia parziale

### Attore
- Daёš' radio! (Даёшь радио!), regia di Sergej Iosifovič Jutkevič (1925)
- Vstrečnyj (Vstrečnyj), regia di Fridrich Ėrmler e Sergej Jutkevič (1932)
- Podrugi, regia di Leo Arnštam (1935)
- Šachtëry, regia di  Sergej Jutkevič (1937)

## Premi
- Artista onorato della RSFSR